# Microhyla butleri
Microhyla butleri es una especie de anfibio anuro de la familia Microhylidae. Esta rana se distribuye por Camboya,  China, Laos, Malasia, Birmania, Singapur, Taiwán, Tailandia y Vietnam. Habita sobre todo en zonas al borde de los bosques, pero puede ser encontrada en el interior de bosques, plantaciones, campos de cultivo y zonas de matorral. Se reproduce en charcas y estanques permanentes.